# Scania S
Scania S — крупнотоннажный грузовой автомобиль, серийно выпускаемый шведской компанией Scania c 2016 года.

## Описание модели
23 августа 2016 года на официальном сайте представлена новая модель Scania S, которая дебютировала вместе со вторым поколением Scania R. Автомобиль предлагается с кабиной Sleeper-normal cab и Sleeper-Highline. Колёсные формулы для седельных тягачей и шасси: 4*2, 6*2 со вторым ведущим мостом и 6*2 с третьим ведущим мостом. От Scania R автомобиль отличается более высокой кабиной и отсутствием в ней центрального тоннеля, а также ровным уровнем пола, как в Mercedes-Benz Actros 1845 GigaSpace.
На автосалоне IAA в Ганновере модель получила титул «Грузовик 2017 года».

### Двигатели
| Модель                | Обозначение двигателя | Количество и расположение цилиндров | Объём                 | Мощность                | Крутящий момент                | Топливо               | Нормы выбросов        |
| 13-литровые двигатели | 13-литровые двигатели | 13-литровые двигатели               | 13-литровые двигатели | 13-литровые двигатели   | 13-литровые двигатели          | 13-литровые двигатели | 13-литровые двигатели |
| --------------------- | --------------------- | ----------------------------------- | --------------------- | ----------------------- | ------------------------------ | --------------------- | --------------------- |
| S410                  | DC13 115              | Р6                                  | 12,7 л                | 645 кВт при 2000 об/мин | 2150 Н*м при 1000—1300 об/мин  | Дизельное             | Евро-6                |
| S450                  | DC13 124              | Р6                                  | 12,7 л                | 977 кВт при 2000 об/мин | 2350 Н*м при 1000—1300 об/мин  | Дизельное             | Евро-6                |
| S500                  | N/A                   | Р6                                  | 12,7 л                | 245 кВт при 2000 об/мин | 2550 Н*м при 1000—1300 об/мин  | Дизельное             | Евро-6                |
| 16-литровые двигатели |                       |                                     |                       |                         |                                |                       |                       |
| S520                  | DC16 101              | V8                                  | 16,4 л                | 956 кВт при 2000 об/мин | 2700 Н*м при 1000—1300 об/мин  | Дизельное             | Евро-6                |
| S580                  | DC16 102              | V8                                  | 16,4 л                | 354 кВт при 2000 об/мин | 3.000 Н*м при 1000—1350 об/мин | Дизельное             | Евро-6                |
| S730                  | DC16 103              | V8                                  | 16,4 л                | 865 кВт при 2000 об/мин | 3.500 Н*м при 1000—1400 об/мин | Дизельное             | Евро-6                |